# Sei di corvi
Sei di corvi (Six of Crows) è un romanzo fantasy per ragazzi del 2015 scritto da Leigh Bardugo.
Sei di corvi ha avuto un seguito, Il regno corrotto (Crooked Kingdom).
La vicenda è raccontata in terza persona dal punto di vista di sei personaggi diversi, più due personaggi secondari dai cui punti di vista vengono narrati il prologo e l'epilogo.

## Ambientazione
Il romanzo è ambientato nella città immaginaria di Ketterdam, ispirata ad Amsterdam. La serie si svolge nello stesso mondo in cui è ambientata la Grisha Trilogy, ma in un luogo e in un'epoca diversa. Kerch, la nazione in cui si svolge Six of Crows è liberamente ispirata ai Paesi Bassi del diciassettesimo secolo ed è basata sul sistema magico Grisha, lo stesso che caratterizza l'omonima trilogia della stessa autrice.

## Trama
Kaz Brekker, un famigerato ladro conosciuto come "Manisporche" nella città di Ketterdam, riceve un'offerta da parte di uno dei più ricchi e potenti mercanti della città: in cambio di un'esorbitante ricompensa in denaro, Kaz dovrà liberare lo scienziato Bo Yul-Bayur dalla leggendaria Corte di Ghiaccio e riportarlo sano e salvo a Kerch. La Corte di Ghiaccio, però, è una fortezza inespugnabile situata nel regno di Fjerda, in cui Kaz non può infiltrarsi da solo. Per portare a termine il colpo, il ragazzo decide quindi di assoldare una banda di malviventi composta da cinque membri: Inej Ghafa, un'ex acrobata e abile spia; Jesper Fahey, un tiratore infallibile con il vizio del gioco; Nina Zenik, una Grisha del Secondo Esercito di Ravka; Matthias Helvar, un ex Drüskelle di Fjerda recluso nel carcere di Kerch; e Wylan van Eck, un ricco giovane scappato di casa e dotato di un certo talento per la fabbricazione di esplosivi. Tuttavia, la missione che il gruppo si appresta a compiere è tutt'altro che facile e i sei dovranno imparare a lavorare in squadra e a fidarsi l'uno dell'altro.

## Personaggi
Kaz Brekker, noto anche come “Manisporche”, è un diciassettenne così soprannominato perché ha la reputazione di compiere qualsiasi cosa al giusto prezzo. Proveniente da una famiglia umile, ha deciso di trasferirsi a Ketterdam per trovare fortuna col fratello maggiore Jordie. Ha una vendetta personale contro Pekka Rollins, poiché quest’ultimo approfittò dell’ingenuità dei due ragazzi appena giunti in città rubando tutto ciò che possedevano. È considerato da tutti il leader degli Scarti, colui che ha riportato alla luce la banda di malviventi. È descritto come un ragazzo tenebroso e misterioso, qualcuno di cui tutti a Ketterdam hanno paura e di cui pochi conoscono la vera natura; tuttavia la banda dei più fidati riconosce la sua onestà e lo rispetta come colui al quale devono tutto. Il suo aspetto fisico è descritto di sfuggita; ha i capelli scuri rasati sui lati e gli occhi marroni, indossa sempre guanti di pelle nera e usa un bastone con una testa di corvo sull’estremità per camminare. I guanti di pelle li usa per evitare di entrare in contatto con il mondo esterno, cosa di cui ha una grave fobia dopo essersi svegliato su una chiatta tra i cadaveri delle vittime della peste bubbonica, tra cui c'era anche il fratello Jordie. A causa di una caduta durante un furto in una banca, ha anche un'invalidante zoppia.
Inej Ghafa, sedici anni, è un’acrobata Suli nota come “Spettro”. È una spia degli Scarti ed è considerata la migliore di Ketterdam. A causa del suo background come acrobata, è estremamente agile e leggera, caratteristiche che l’hanno resa il braccio destro di Kaz. La sua cultura Suli fa di lei una ragazza molto religiosa e superstiziosa, riflessiva e silenziosa. Ha un'attitudine per i coltelli, portando sempre con sé i suoi sei preferiti. È stata rapita e costretta a lavorare in un bordello noto come "Il Serraglio" fino a quando Kaz non ha comprato il suo contratto salvandola da quel triste destino. Viene descritta come bassa, con la pelle "caramello bruciato" e i capelli neri.
Wylan Van Eck, sedici anni, figlio di un commerciante con un certo talento per la demolizione, che Kaz assume come membro dell'equipaggio nella speranza di usarlo come leva contro suo padre, Jan Van Eck. Non è in grado di leggere a causa della sua dislessia. Viene descritto come un ragazzo ingenuo, simpatico, con una predilezione per la chimica. È molto alto, ha i capelli ricci biondo-rossi e la pelle pallida.
Matthias Helvar, diciotto anni, ex drüskelle (cacciatore di streghe) di Fjerda. Da bambino, tutta la sua famiglia, insieme alla maggior parte del loro villaggio, è stata uccisa da Grisha Inferni. Poco dopo fu reclutato dal comandante Brum. Ha una storia con Nina, poiché i due si sono aiutati a vicenda dopo che una tempesta ha distrutto una nave su cui erano entrambi a bordo. Si fidavano l'uno dell'altro, fino a quando Nina lo accusò di essere uno schiavista per farlo incarcerare nella speranza di proteggerlo dalle spie Grisha. Odia Nina per il suo tradimento e il suo pregiudizio iniziale contro i Grisha, dovuto anche al suo sfortunato passato. Kaz fa evadere Matthias a causa della sua conoscenza della Corte di Ghiaccio e per le sue abilità di soldato.
Nina Zenik, diciassette anni, è una potente Grisha che ha lavorato in un bordello chiamato "La Rosa Bianca". Era un soldato della Seconda Armata di Ravka, poi fu catturata dai drüskelle fjerdiani, tra i quali conobbe Matthias. Ha tradito la sua fiducia per proteggerlo dalle spie Grisha, scegliendo di rimanere a Ketterdam nella speranza di trovare un modo per liberarlo dalla prigione. Inizialmente è stata reclutata da Pekka Rollins per unirsi alla sua banda, ma dopo aver incontrato Inej, che ha portato una controfferta da parte di Kaz, ha deciso di unirsi agli Scarti. A “La Rosa Bianca" è specializzata nel modificare gli stati d'animo dei suoi clienti. Le sue abilità di Grisha la renderanno molto utile alla missione nella Corte di Ghiaccio.
Jesper Fahey, diciassette anni, è il tiratore scelto Zemeni degli Scarti. Suo padre crede che stia studiando in un'università a Ketterdam, e ha ipotecato la fattoria di famiglia per permettergli di studiare. Non è a conoscenza del fatto che il figlio si è indebitato con gli Scarti sperperando tutte le finanze del padre nel gioco d’azzardo. È forse, insieme a Inej, il braccio destro di Kaz, per cui nutre una profonda stima. È descritto come alto e allampanato, con un'intensa struttura ossea facciale.

## Edizioni
Leigh Bardugo, Sei di corvi - GrishaVerse, ed. Mondadori, 2019, pp. 408, ISBN 9788804709466